# حصار بغداد (1157)
حِصَار بَغْدَاد عام 1157، كان آخر محاولة سلجوُقيَّة للاستيلاء على بغداد من العباسيين، فقد نَجَح الخليفة مُحَمَّد المُقْتَفي لِأمر الله وضُبَّاطه في الدفاع عن عاصمته ضد الجُيوش المُتحالفة، التابعة للسلطان السلجوقي محمد من همدان وقطب الدين الزَّنِكي من الموصل.

## خلفية
في القرن العاشر فقدت الخلافة العباسية السيطرة على معظم ولاياتها السابقة، وتمكن معظم الولاة من تأسيس سلالاتهم الخاصة، وفي هذه الأثناء لم تتمكن الحكومة المركزية من إيقاف حركات الاستقلال داخل دولة الخِلافة، رغم احتفاظهم بقيادتهم الروحية على المسلمين منذ ظهور الدويلات الجديدة ( الطولونيون / الإخشيديون، الحمدانيون، وغيرهم) الذين اعترفوا بالخُلفاء العباسيين اللاحقين كُرؤساء لدولتهم وبأنه خليفة النبي مُحَمَّد، وفي عام 1055، استولى طُغرُل بك على بغداد من البويهيين الفُرس بتكليف من الخليفة العبَّاسي القائم بأمر الله.
الفضل المسترشد بالله (حكم من 1118 إلى 1135) أيّ ستة عشر عامًا كخليفة، لكن السنوات الثلاث الأخيرة من حكمه كانت مشغولة بالحرب ضد السلطان السلجوقي مسعود (نائبه)، بعد فترة وجيزة من حصار دمشق، شن المرشد حملة عسكرية ضد السلطان السلجوقي مسعود، الذي حصل على اللقب في بغداد في يناير 1133 من قبل الخليفة نفسه، اجتمعت الجيوش المتنافسة بالقرب من همدان، تم أسر الخليفة الذي هجرته قواته وتم العفو عنه بعد أن وعد بعدم مغادرة قصره، ولكن في خيمة الخليفة، وفي غياب السلطان، وجد مقتولاً أثناء قراءة القرآن، على يد الحشَّاشون، ويشتبه المؤرخون المعاصرون في أن مسعود هو الذي حرَّض على القتل، رغم أن أهم مؤرخي تلك الفترة ابن الأثير وابن الجوزي لم يتكهنوا بهذا الأمر، جسديًا، كان المسترشد رجلًا أحمر الشعر، ذا عيون زرقاء ونمش.

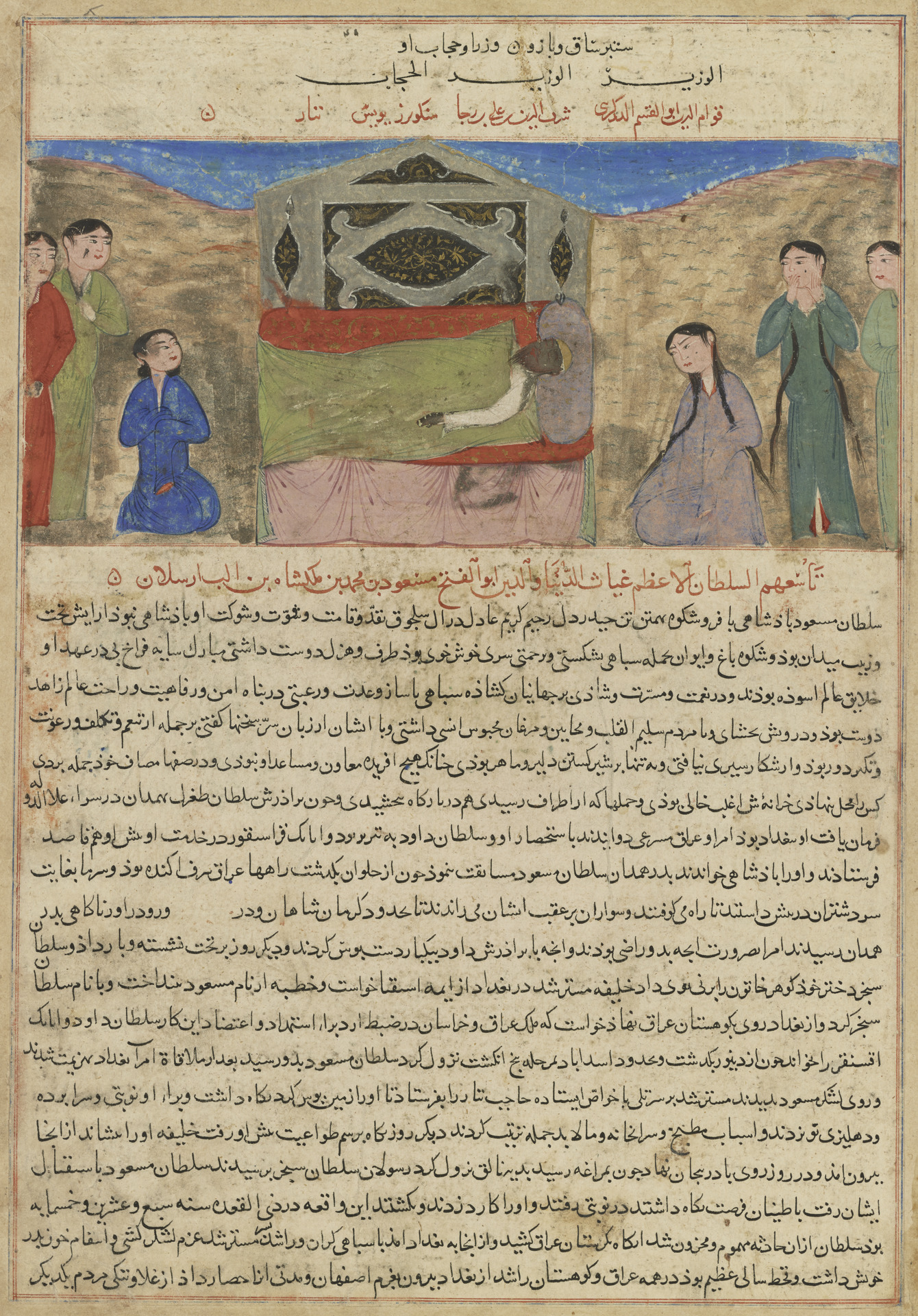
وفاة الخليفة الفضل المسترشد بالله الذي اغتيل سنة 1135

للانتقام لمقتل والده، أهان الخليفة الجديد منصُور الرشيد بالله مبعوث السلطان مسعود بن محمد، حاكم همذان، الذي قام بحصار بغداد لمدة خمسين يومًا لبغداد، مقر الخلافة العباسية، وذلك في عام 1136، وفي أثناء الحصار، ثار سكان بغداد ضد الخليفة، ونهبوا القصر الطَّاهري، وفي النهاية فرَّ الرشيد بالله من المدينة إلى الموصل حيث تنازل عن الخلافة، وتولى العرش عمُّه المقتفي لأمر الله، ثم اعتزل الرشيد بالله إلى الشرق.

## الحصار
سار محمَّد الثَّاني السَّلجوقيّ، إلى العاصِمة العبَّاسيَّة بغداد بجيش قوامه 30 ألف رجل، بينما سار حليفه قطب الدين من الموصل للاستيلاء على ولايات الخلافة في وسط العراق، وفي 12 يناير 1157، وصل محمد إلى أسوار غرب بغداد، رداً على ذلك، جمع الخليفة كل قواته من الحلة وواسط للدفاع عن العاصمة، وفي فبراير، تخلى الخليفة عن الجانب الغربي، لعدم قدرته على الدفاع عن غرب بغداد، وأمر بتدمير جميع الجسور فوق نهر دجلة، الذي يفصل الجانب الغربي من بغداد عن جانبها الشرقي، فعبر محمد بجيشه إلى الجانب الغربي واستولى عليها بسهولة، وأقام معسكره وفي نفس الوقت قام الخليفة بتحصين أسوار شرق بغداد، حيث تم تركيب العديد من المقاليع والمقذوفات على أسوار المدينة، كما قام الخليفة بتسليح أهالي بغداد بإعطائهم الدروع والأسلحة، وحرَّضهم على قتال أعداء الخلافة الذين سمَّاهم بالكفار، لأنهم خاضوا حرباً ضد خليفة النَّبيّ وقائد الأمة الإسلاميَّة، كما أمر وزيرُه عون الدين بن هبيرة بإعطاء خمسة دنانير ذهبية لكل جندي جريح، ممَّا زاد من حماسة أهالي بغداد والمُقاتلين كَكُل.
في 4 مارس، هاجم السلطان السلجوقي محمد الثاني وحليفه زين الدين، وهو زير قطب الدين، شرق بغداد وقصفوا المدينة، وصد جيش بغداد الهجوم بفضل شجاعة وصُمود أهالي بغداد والنفَّاتون واجتماعهم حول الخليفة.

## نهاية الحصار
في 29 مارس، قام السلاجقة بإصلاح أحد الجسور وعبروا إلى الجانب الشرقي من المدينة، حيث اشتبكوا مع جيش الخليفة والعصابات الأهليَّة التي تم تشكيلها في بغداد، دمر النفَّاتون العديد من المقاليع، حاول السلاجقة اختراق البوابة بواسطة مدقَّة ضاربة، لكن تم تدميرها بواسطة المنجنيقات المُثبتة على الجدران، بقيت آنذاك نتيجة المعركة غير حاسمة لكلا الجانبين، وفي 29 يونيو أمر السلطان السلجوقي محمد رجاله بتسلق الجدران، وكان قد صنع بالفعل 400 سلم لتسلق أسوار بغداد، ولكن تم صد الهجوم بسبب كثافة النيران والخسائر، وفي هذه الأثناء ألقى نور الدين زنكي باللوم على أخيه في مُهاجمة الخليفة ورفض هذا التحالف، مما أدى إلى تدمير التحالف الزنكي السلجوقي، فقد رفع زين الدين الحصار وعاد إلى الموصل خائباً.
كما أُجبر السلطان السلجوقي محمد الثاني على رفع الحصار بعد أن أبلغه رجاله أن شقيقه ملكشاه الثالث قد استولى على همدان، وأدرك في النهاية أن الحصار كان عديم الفائدة، ورُبما اعتقد أن ذلك نتيجة خُروجه على الخليفة، ففضل القتال من أجل عرشه، وهكذا انتهى حصار بغداد في 13 يوليو 1157 لصالح الخِلافة العبَّاسيَّة، التي استعادت شيئاً من قُوَّتها.